# خراج بوقي مبيضي
الخُراج البُوقي المَبيضي (بالإنجليزية: Tubo-ovarian abscesses)‏ وهوَ من المُضاعفات الخَطيرة لِمَرض التهاب الحَوض حَيث أنها قَد تؤدي إلى تعفن الدم في حَال تَمزق الخراج وانتقاله إلى سوائِل الجِسم، وَيتواجد الخُراج البوقي المبيضي على شَكل حُويصلة صديدة محصورة تَتشكل أثناء التهاب قناة فالوب والمِبيض، ويُعتبر أكثر شيوعاً لدى النِساء في سِن الإنجاب، وينتجَ عادةً عن طريق إصابة الجهاز التناسُلي العُلوي لدى النِساء بِعدوى ما، وَقد يتطور نَتيجة استئصال الرحم.:103
غالباً ما يُعاني المُصاب بالخُراج البوقي المبيضي مِن ألم في أسفل البَطن (الحَوض) قد يكون مَصحوباً بإفرازات مهبلية، وأحياناً قَد يُعاني من ارتفاع درجة الحرارة وارتفاع عدد خلايا الدم البَيضاء، وتُعتبر الإصابة بهذا المَرض إصابة مُتعددة الميكروبات؛ إذ تحتوي على نسبة كبيرة من أنواع البكتيريا اللاهوائية. وَتُقدر تَكلِفة العِلاج من هذا المَرض بحوالي 2000 دولار أمريكي لِكُل مريض، أي ما يُعاد نحو 1.5 مليار دولار أمريكي سنوياً.

## العلامات والأعراض
علامات وأعراض الخُراج البُوقي المبيضي هيَ نَفس العلامات والأعراض في مرض التهاب الحوض، باستِثناء أن الخُراج يُمكن تحديده عن طريق التصوير بالرنين المغناطيسي، والتصوير بالمَوجات فوق الصَوتية، وباستخدام الأشعة السينية، وَيختلف الخُراج البُوقي المبيضي بِأنه عادة ما يكون مَصحوب بآلام حادة في الحَوض.

## الأسباب
تُعتبر البكتيريا المتدثرة الحثرية وَالبكتيريا النيسرية البنية من أهم مُسببات هذا المَرض، إذ تنتشر من عُنق الرحم إلى بطانة الرَحم، كَما تنتشر من خلال الحُنجرة إلى جوف الصفاق مُسببة التهاب الصفاق الحَوضي، ومن المُمكن أن يظهر الخراج البوقي المبيضي نتيجة التهاب مُجاورات الرَحم.

## التشخيص
عادةً ما يتم التعرف على الخُراج عن طريق تنظير البطن أو باستخدام طرق التَصوير المُختلفة، وفي معظم الحالات التي تُظهر فيها المرأة ألم في اسفل البطن (الحَوض) يتم تشخيص المَرض بأنها الخُراج البوقي المبيضي، ويتطور فيما بعد إلى التهاب الغشاء البطني المصلي، وإذا تُرك من غيرِ علاج فإنه قد يحدث تَعفن في الدَم،:103 بالنسبة للمرأة الحامِل فإنه يتم استخدام التَصوير بالموجات فوق الصوتية، وذلك لأنه يقلل من تعرض المرأة والجَنين للإشعاعات المؤنية، لذلك تُعتبر الطريقة المِثالية لتصوير المرأة الحامِل.

## الوقاية
هُناك حالات تزداد فيها إمكانية إصابة المرأة بالخراج البوقي المبيضي، وَمنها: زيادة العُمر، واستخدام اللولب، والعدوى بالكلاميديا، بالإضافة إلى زيادة مستوى بعض البروتينات في الجِسم (مثل بروتين سي التفاعلي وغيره)، ويقوم الأطباء بِمتابعة الأعراض وحلها واحداً تلو الآخر.

## العلاج
يُعتبر العلاج بالمضادات الحَيوية العِلاج الأولي لمرض الخراج البوقي المبيضي، وفي حال أظهر المَريض مُقاومة للمضاد الحيوي يَتم إجراء صُورة إشعاعية لَه، وفي الكثير من الحالات يتم إجراء عمليات جراحية للمرضى.

## المضاعفات
هُناك مُضاعفات كثيرة لهذا المَرض، وقد يصل الأمر إلى إزالة كِلا المبيضين وقناتي فالوب، والذي بدوره سيؤثر على الصحة الإنجابية لدى المرأة، وهناك بعض المُضاعفات التي قد تحدث نتيجة العمليات الجراحية العِلاجية، مِثل الحساسية بسبب التخدير، والعدوى أثناء العَملية، وقد يَحصل رَد قعل مُناقض للدواء وَغيرها.

## الوبائيات
حسب علم الأوبئة، فَإنَّ مرض الخُراج البوقي المبيضي يرتبط ارتباطاً وثيقاً بمرض التِهاب الحَوض والذي يُقدر عدد المُصابين به سنوياً بِمليون شخص.

## روابط خارجية
- مَقالة عن الخُراج البوقي المبيضي، نُشرت بتاريخ 28 يوليو 2015.
- علاج وَمُضاعفات الخُراج البوقي المِبيضي.